# Vilacròsa
Vilacròsa (en francès Villecroze) és un municipi francès situat al departament del Var i a la regió de Provença – Alps – Costa Blava.

## Demografia
| 1962                                       | 1968 | 1975 | 1982 | 1990  | 1999  | 2006  |
| ------------------------------------------ | ---- | ---- | ---- | ----- | ----- | ----- |
| 617                                        | 637  | 700  | 867  | 1.029 | 1.087 | 1.093 |
| Des de 1962: població sense dobles comptes |      |      |      |       |       |       |

## Administració
| Període   | Identitat       | Partit |
| --------- | --------------- | ------ |
| 2001-2007 | Georges Carlini |        |
| 2007-     | Rolland Balbis  |        |